# Zadrhlo zahrdlo
Zadrhlo zahrdlo je druhá básnická sbírka reflektivní poezie českého spisovatele Vladislava Zadrobílka.  Text sbírky je dostupný ve dvou značně rozdílných recenzích. 
První varianta vyšla pod názvem Zadrhlo v samizdatu roku 1983 (v knize je uvedeno 1981) a je doprovázena kresbami Karla Nepraše.
Druhá varianta vyšla knižně s pozměněným názvem Zadrhlo zahrdlo roku 1996 v nakladatelství Trigon. Její text je autorem znovu přehlédnut a pozměněn.
Ukázka:

Dokud je všechno možné,

nic se nemůže doopravdy stát.

Tady odtud kukský špitál vyhlíží

jako upoutaný balkón, osázený

bytostmi jediného srdce.

Počasí příšerné, leje jak o potopách.

Kardiaci lomcují sluncem,

div že nevypustí duši. Klíč

leží na terase: polovina bytostí

živí Zlo, druhá pokorně snáší

bezpráví. Potom jsou ještě lidé,

kteří vysoké lži mají za úctyhodné...

Milosrdenství prokazují jako

vstřícné pokání Zlu. Jejich povaha

je plodem šťastné kombinace lhostejnosti

s maximem vnímavé pozornosti.

Existují však výjimky:

Oscar Wilde – kontrašpion Dobra...

(Jaké štěstí, že se v člověku

mezi bílými a červenými krvinkami

neprojevila zlá vůle rasismu.)

Zadrhlo zahrdlo, s. 17.